# Список дипломатических миссий Узбекистана

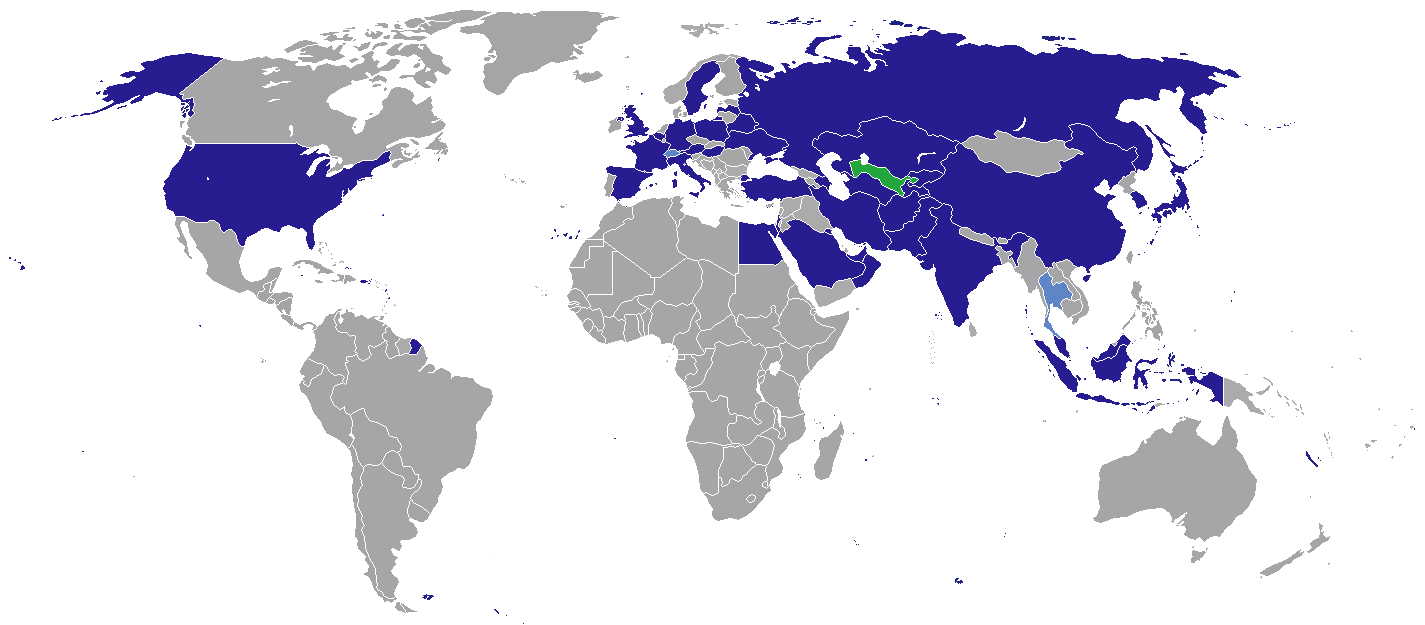
Дипломатические миссии Узбекистана

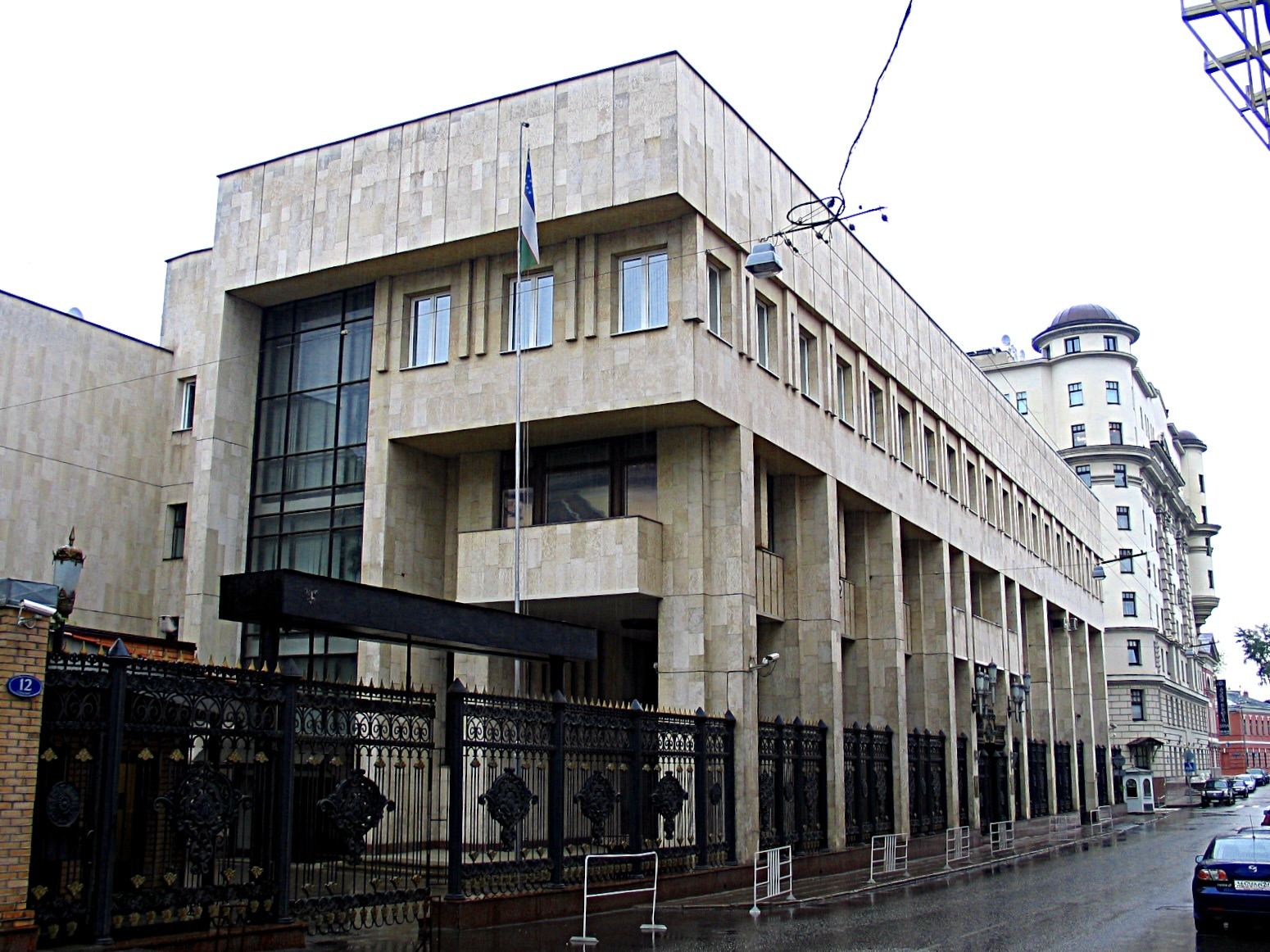
Посольство Узбекистана в Москве

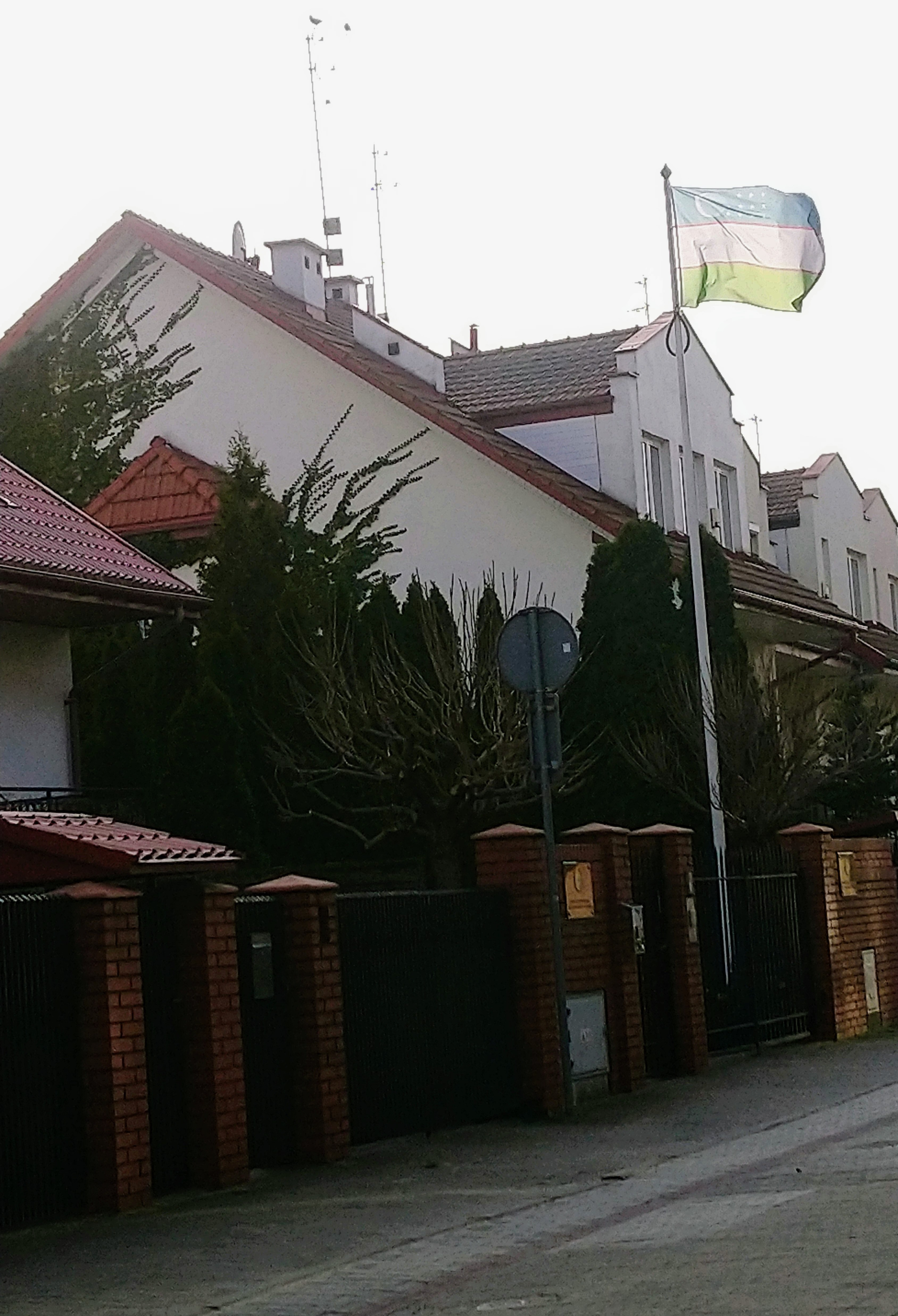
Посольство Узбекистана в Варшаве

Список дипломатических миссий Узбекистана отражает основные направления внешней политики этой страны, направленной на развитие отношений как со странами СНГ и исламскими государствами, так и государствами ЕС и с развивающимися экономиками стран Восточной Азии.

## Европа
- Австрия, Вена, (посольство)
- Азербайджан, Баку (посольство)
- Бельгия, Брюссель (посольство)
- Беларусь, Минск (посольство)
- Венгрия, Будапешт (посольство)[1]
- Великобритания, Лондон (посольство)
- Германия, Берлин (посольство)
  - Франкфурт-на-Майне (генеральное консульство)
- Греция, Афины (генеральное консульство)
- Италия, Рим (посольство)
- Испания, Мадрид (посольство)
- Латвия, Рига (посольство)
- Польша Варшава (посольство)
- Россия: Москва (посольство)
  - Владивосток (генеральное консульство)
  - Екатеринбург (генеральное консульство)
  - Казань (генеральное консульство)
  - Новосибирск (генеральное консульство)
  - Ростов-на-Дону (генеральное косульство)
  - Санкт-Петербург (генеральное консульство)
- Украина, Киев (посольство)
- Франция, Париж (посольство)

## Северная Америка
- США, Вашингтон (посольство)
  - Нью-Йорк (генеральное консульство)

## Африка
- Египет, Каир (посольство)

## Ближний и Средний Восток
- Иран, Тегеран (посольство)
- Израиль, Тель-Авив (посольство)
- Кувейт Кувейт (посольство)
- Саудовская Аравия, Эр-Рияд (посольство)
  - Джидда (генеральное консульство)
- Турция, Анкара (посольство)
  - Стамбул (генеральное консульство)
- ОАЭ, Дубай(генеральное консульство)

## Азия
- Афганистан, Кабул (посольство)
  - Мазари-Шариф (консульство)
- Китай, Пекин (посольство)
- Индия, Нью-Дели (посольство)
- Индонезия, Джакарта (посольство)
- Япония, Токио (посольство)
- Казахстан, Алматы (посольство)
- Кыргызстан, Бишкек (посольство)
- Малайзия, Куала-Лумпур (посольство)
- Пакистан, Исламабад (посольство)
  - Карачи (генеральное консульство)
- Сингапур Сингапур (посольство)
- Республика Корея, Сеул (посольство)
- Таджикистан, Душанбе (посольство)
- Туркменистан, Ашхабад (посольство)

## Международные организации
- Женева (постоянная миссия при ООН)
- Нью-Йорк (постоянная миссия при ООН)